# 马丁娜·莫拉夫佐娃
马丁娜·莫拉夫佐娃（1976年1月16日—），斯洛伐克女子游泳运动员。她曾代表捷克斯洛伐克、斯洛伐克参加1992年、1996年、2000年、2004年和2008年夏季奥林匹克运动会游泳比赛，其中2000年奥运会获得二枚银牌。